# Love Letter for Fire
| Совокупная оценка    | Совокупная оценка |
| Источник             | Оценка            |
| -------------------- | ----------------- |
| Metacritic           | 79/100            |
| Оценки критиков      |                   |
| Источник             | Оценка            |
| AllMusic             | [ 2 ]             |
| The A.V. Club        | B+                |
| Consequence of Sound | B                 |
| The Guardian         | [ 5 ]             |
| musicOMH             | [ 6 ]             |
| Paste                | 7.9/10            |
| Pitchfork            | 7.5/10            |
| PopMatters           | [ 9 ]             |

Love Letter for Fire — совместный студийный альбом американского автора-исполнителя Сэма Бима, известного как инди-фолк-группа Iron & Wine и певицы Джески Хуп, выпущенный 15 апреля 2016 года на лейбле Sub Pop.
Love Letter for Fire был записан на студии Flora Recording & Playback в Портленде, штат Орегон. В записи альбома приняли участие Гленн Котче из Wilco, Роб Бургер, Эйвинд Канг, Себастьян Стейнберг и Эдвард Ранкин-Паркер. Продюсированием, записью и микшированием занимался Такер Мартин. Iron & Wine и Джеска Хуп отправились в турне по Северной Америке в поддержку альбома, начавшееся в мае 2016 года.

## Отзывы
Love Letter for Fire получил в основном положительные отзывы от современных музыкальных критиков. На сайте Metacritic, который присваивает нормализованный рейтинг из 100 баллов отзывам современных критиков, альбом получил средний балл 79, основанный на 17 отзывах, что означает «в целом благоприятные отзывы».
Эммануэль Элоун из PopMatters высоко оценил альбом, заявив: «Используя сильные стороны обоих артистов и сводя к минимуму недостатки каждого из них, Сэм Бим и Джеска Хуп освоили совместный альбом. Там, где Iron & Wine могут звучать слишком сонно, Хуп усиливает свой вокал или инструментарий, чтобы музыка была живой; если она начинает слишком грандиозно выступать, Бим помогает ей стоять на ногах». В целом, Love Letter for Fire — это звуковой эквивалент посиделок у костра звёздной ночью с парой близких друзей, бренчащих на акустической гитаре; буколический, простой и гарантированно восхитительный. Так что берите горячий шоколад, надевайте самые удобные треники, какие только сможете найти, и пусть Сэм Бим и Джеска Хуп поют вам серенады своими величественными голосами. Если это не волшебство, то ничто не волшебно".
Элисон Хасси из Pitchfork Media дала альбому положительную рецензию, заявив: «Вместо любовного письма к всепожирающим огням, коллекция Хупа и Бима обращается к нашим внутренним пилотным огням: тем мягко тлеющим пламенам, которые освещают моменты красоты в нас самих, друг в друге и за пределами». Марк Деминг из AllMusic дал альбому положительную рецензию, заявив: «Love Letter for Fire звучит так, будто Бим и Хуп были рождены для совместной работы. Инь и янь их индивидуальных взглядов чудесно сочетаются друг с другом, и это удобно для лучших из записанных ими работ».

### Итоговые списки критиков
| Публикация | Список                     | Год  | Ранг |
| ---------- | -------------------------- | ---- | ---- |
| Paste      | The 50 Best Albums of 2016 | 2016 | 34   |

## Список композиций
Слова и музыка всех песен — Sam Beam и Jesca Hoop.
| №                   | Название                       | Длительность |
| ------------------- | ------------------------------ | ------------ |
| 1.                  | «Welcome to Feeling»           | 0:58         |
| 2.                  | «One Way to Pray»              | 3:28         |
| 3.                  | «The Lamb You Lost»            | 3:31         |
| 4.                  | «We Two Are a Moon»            | 2:34         |
| 5.                  | «Midas Tongue»                 | 3:03         |
| 6.                  | «Know the Wild That Wants You» | 2:57         |
| 7.                  | «Every Songbird Says»          | 3:23         |
| 8.                  | «Bright Lights and Goodbyes»   | 3:43         |
| 9.                  | «Kiss Me Quick»                | 2:44         |
| 10.                 | «Chalk It Up to Chi»           | 2:20         |
| 11.                 | «Valley Clouds»                | 3:20         |
| 12.                 | «Soft Place to Land»           | 3:34         |
| 13.                 | «Sailor to Siren»              | 3:15         |
| Общая длительность: | Общая длительность:            | 38:50        |

## Чарты
| Чарт (2016)                            | Высшая позиция |
| -------------------------------------- | -------------- |
| Великобритания (UK Albums, OCC)        | 163            |
| 21                                     |                |
| США (Billboard 200)                    | 174            |
| США (Billboard Folk Albums)            | 7              |
| США (Billboard Top Heatseekers Albums) | 1              |
| США (Billboard Independent Albums)     | 15             |
| США (Billboard Top Alternative Albums) | 14             |
| США (Billboard Top Rock Albums)        | 20             |